# Новая Россгартенская кирха
Нойроссгартенская кирха (нем. Neurossgärter Kirche) — кирха в кёнигсбергском районе Новый Росгартен (нем. Neurossgärter), (сейчас — перекрёсток улиц Вагнера и Барнаульской в Калининграде). Основана в 1644. Здание кирхи снесено в 1975.

## История
Строительство в Новом Россгартене (Neurossgarten) было начато 31 мая 1644 года и завершилось торжественным освящением кирхи 5 декабря 1647 года.
Кирха имела традиционную ориентировку по сторонам света. Высокая церковная башня была построена в 1685—1695 годах и достигала 84 метров. Кафедра изготовлена в 1848 году, а орган — в 1737 мастером Адамом Каспарини.
Во время войны кирха подверглась сильным разрушениям, но её руины были окончательно снесены только в 1975 году. Сейчас на её месте находится спортивная площадка школы № 23.

## Галерея

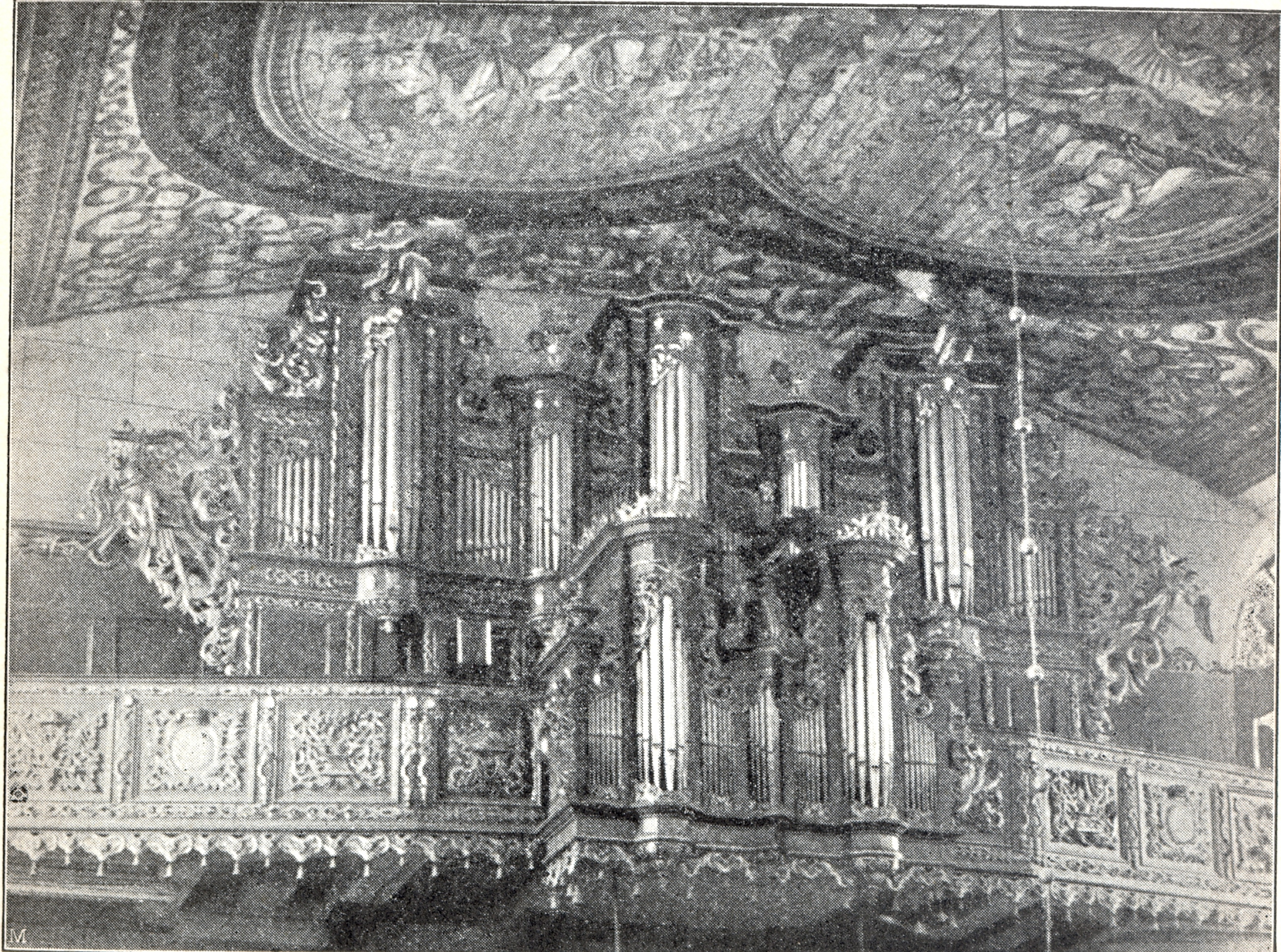
Орган
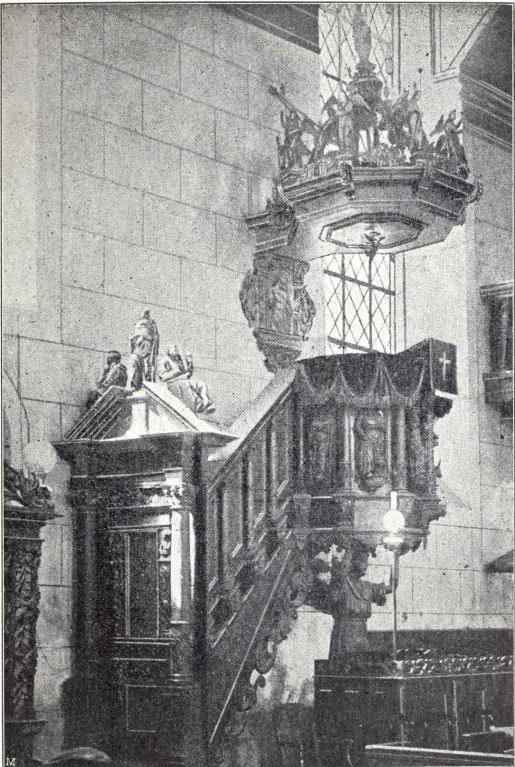
Кафедра